# Mistrovství Evropy ve fotbale 2016 – skupina A
Skupina A byla jednou ze šesti skupin turnaje Mistrovství Evropy ve fotbale 2016. Nalosovány do ní byly týmy Francie-hostitel, Rumunsko, Albánie a Švýcarsko. Zápasy se hrály mezi 10.–19. červnem 2016. Vítězem skupiny se stala domácí Francie, druhé skončilo Švýcarsko a třetí Albánie, která se však po potřebných kritériích týmů na třetích místech nedostala do osmifinále.
| Tým       | Z | V | R | P | VG | IG | +/- | B |
| --------- | - | - | - | - | -- | -- | --- | - |
| Francie   | 3 | 2 | 1 | 0 | 4  | 1  | +3  | 7 |
| Švýcarsko | 3 | 1 | 2 | 0 | 2  | 1  | +1  | 5 |
| Albánie   | 3 | 1 | 0 | 2 | 1  | 3  | −2  | 3 |
| Rumunsko  | 3 | 0 | 1 | 2 | 2  | 4  | −2  | 1 |

## Francie – Rumunsko
| 10. června 2016 21:00 UTC+2 |        |                   |                                                                     |
| Francie                     | 2 : 1  | Rumunsko          | Stade de France, Saint-Denis diváci: 75 113 rozhodčí: Viktor Kassai |
| Giroud 57' Payet 89'        | Report | Stancu 65' (pen.) | Stade de France, Saint-Denis diváci: 75 113 rozhodčí: Viktor Kassai |

## Albánie – Švýcarsko
| 11. června 2016 15:00 UTC+1 |        |           |                                                                               |
| Albánie                     | 0 : 1  | Švýcarsko | Stade Bollaert-Delelis, Lens diváci: 33 805 rozhodčí: Carlos Velasco Carballo |
|                             | Report | Schär 5'  | Stade Bollaert-Delelis, Lens diváci: 33 805 rozhodčí: Carlos Velasco Carballo |

## Rumunsko – Švýcarsko
| 15. června 2016 18:00 UTC+1 |        |             |                                                                 |
| Rumunsko                    | 1 : 1  | Švýcarsko   | Parc des Princes, Paříž diváci: 43 576 rozhodčí: Sergej Karasev |
| Stancu 18' (pen.)           | Report | Mehmedi 57' | Parc des Princes, Paříž diváci: 43 576 rozhodčí: Sergej Karasev |

## Francie – Albánie
| 15. června 2016 21:00 UTC+1 |        |         |                                                                    |
| Francie                     | 2 : 0  | Albánie | Stade Vélodrome, Marseille diváci: 63 670 rozhodčí: William Collum |
| Griezmann 90' Payet 90+6'   | Report |         | Stade Vélodrome, Marseille diváci: 63 670 rozhodčí: William Collum |

## Rumunsko – Albánie
| 19. června 2016 21:00 UTC+1 |        |            |                                                                  |
| Rumunsko                    | 0 : 1  | Albánie    | Stade des Lumières, Lyon diváci: 49 752 rozhodčí: Pavel Královec |
|                             | Report | Sadiku 43' | Stade des Lumières, Lyon diváci: 49 752 rozhodčí: Pavel Královec |

## Švýcarsko – Francie
| 19. června 2016 21:00 UTC+1 |        |         |                                                                   |
| Švýcarsko                   | 0 : 0  | Francie | Stade Pierre-Mauroy, Lille diváci: 45 615 rozhodčí: Damir Skomina |
|                             | Report |         | Stade Pierre-Mauroy, Lille diváci: 45 615 rozhodčí: Damir Skomina |